# 阿尔萨加
阿尔萨加（西班牙語：Alzaga）是西班牙巴斯克自治区吉普斯夸省的一个市镇。总面积3平方公里，总人口106人（2001年），人口密度35人/平方公里。